# Hughes, Arkansas
Hughes är en stad (city) belägen i St. Francis County, Arkansas. Den är uppkallad efter Robert Hughes som donerade mark till Missouri Pacific Railroad company 1910.
Folkmängden var som störst 1950 med 1 960 invånare, år 2000 var den 1 810 men hade 2020 sjunkit till 1 056 (en minskning med 41,7% på 20 år).